# Georgi Victorovich Adamovich
Georgi Victorovich Adamovich (tiếng Nga: Гео́ргий Ви́кторович Адамо́вич) (7-4/1892 – 21-2/1972) là nhà thơ, nhà phê bình, dịch giả Nga.

## Tiểu sử
Georgi Adamovich sinh ra trong gia đình một sĩ quan quân đội, học khoa lịch sử - ngôn ngữ Đại học Saint Petersburg. Năm 1914 bắt đầu làm quen với những nhà thơ phái Đỉnh cao và sau đó tham gia „Xưởng thơ" (Цех поэтов). Là một trong số những học trò của Nikolai Stepanovich Gumilyov. Quyển thơ đầu tiên của Adamovich, Những đám mây (Облака,1916) được Gumilyov đánh giá cao. Sau cách mạng Tháng Mười, cũng giống như nhiều nhà thơ khác cùng phái Đỉnh cao, Adamovich tập trung cho dịch thuật. Ông dịch các nhà thơ, nhà văn Pháp: Voltaire, Baudelaire, Heredia, dịch các nhà thơ Anh: Thomas Moore, Lord Byron. Năm 1923 ông ra sống ở nước ngoài, đầu tiên sang Berlin, sau đó sang Pháp. Thời kỳ này ông dịch Jean Cocteau, Saint-John Perse và Albert Camus. Năm 1934 ông làm biên tập của tạp chí Gặp gỡ (Встречи) và thành lập nhóm thơ Nốt nhạc Paris (Парижская нота).
Tháng 9 năm 1939 ông gia nhập quân đội Pháp, tham gia phong trào kháng chiến chống phát xít. Năm 1947 ông viết cuốn Một quê hương khác (Другая родина) thể hiện sự ủng hộ Stalin và chính quyền Xô Viết bị coi là sự phản bội đối với những văn nghệ sĩ sống ở nước ngoài. Năm 1967 ông xuất bản cuốn Phê bình (Комментарии) tập hợp nhiều bài phê bình được đánh giá cao. Quyển thơ thứ hai của ông Ở phương Tây (На Западе) in vào năm 1939. Quyển thơ cuối cùng Thống nhất (Единство) in năm 1967 tại Mỹ. Georgi Adamovich mất ngày 21 tháng 2 năm 1972 tại Nice, Pháp.

## Tác phẩm
Thơ:
- Những đám mây (Облака,1916)
- Tĩnh ngục (Чистилище, 1922)
- Ở phương Tây (На Западе, 1939)
- Thống nhất (Единство, 1967)

Phê bình:
- Một quê hương khác (Другая родина, 1947)
- Sự cô đơn và tự do (Одиночество и свобода, 1955)
- Về những cuốn sách và tác giả (О книгах и авторах, 1966)
- Phê bình (Комментарии, 1967)

## Một số bài thơ
| Tưởng nhớ Marina Tsvetaeva Ta hãy trò chuyện, dù bây giờ, Marina Khi sống thì không cần. Giờ chị không còn nữa. Nhưng mà tôi vẫn nghe giọng thiên nga Như người báo tin mừng, người đưa tin tai họa. Khi sống thì không cần. Tôi không buộc tội. Văn chương là đi vào địa ngục thôi mà Cửa đi vào – mừng vui không giấu nổi Nhưng chẳng một ai tìm thấy đường ra. Tôi không có lỗi. Đời đớn đau nhiều thế. Và tôi cũng không trách chị điều gì. Tất cả đều ngẫu nhiên, tất cả đều nô lệ Sống thật diệu kỳ. Ta sống chẳng ra chi. Thôi trò chuyện... Thôi trò chuyện và bỏ uống rượu vang Bỏ lại ngôi nhà, bỏ lại vợ con Bỏ bạn bè. Linh hồn anh phải hiểu Rằng không quay lại nữa - cái đã từng. Thôi yêu quá khứ. Và rồi sau đó Đến một ngày thôi yêu cả thiên nhiên Ngày lại ngày hờ hững cùng tất cả Tuần lại tuần và năm lại theo năm. Và ngay lập tức sẽ chết những ước mơ Bóng tối khắp nơi. Và trong đời mới Khi đó anh sẽ rõ ràng nhìn thấy Thập ác gỗ và một chiếc mũ gai. Người ta cầu xin... Người ta cầu xin sự bố thí của em Người ta nghèo – chìa bàn tay ra đó Em hãy đáp lại nỗi lòng đau khổ Bằng nụ cười, bằng ánh mắt, lặng im. Vả lại, khổ đau vẫn có hân hoan Em không hiểu. Sự hân hoan chịu nhục Những đêm không ngủ, có trời biết được Sung sướng buổi mai, tha thứ gì chăng. Bản dịch của Nguyễn Viết Thắng | Памяти М. Ц. Поговорить бы хоть теперь, Марина! При жизни не пришлось. Теперь вас нет. Но слышится мне голос лебединый, Как вестник торжества и вестник бед. При жизни не пришлось. Не я виною. Литература - приглашенье в ад, Куда я радостно входил, не скрою, Откуда никому - путей назад. Не я виной. Как много в мире боли. Но ведь и вас я не виню ни в чем. Все - по случайности, все - поневоле. Как чудно жить. Как плохо мы живем. Ни с кем не говори. .... Ни с кем не говори. Не пей вина. Оставь свой дом. Оставь жену и брата. Оставь людей. Твоя душа должна Почувствовать — к былому нет возврата. Былое надо разлюбить. Потом Настанет время разлюбить природу И быть все безразличнней, — день за днем, Неделю за неделей, год от году. И медленно умрут твои мечты. И будет тьма кругом. И в жизни новой Отчетливо тогда увидишь ты Крест деревянный и венок терновый. Он милостыни просит у тебя Он милостыни просит у тебя, Он - нищий, он протягивает руку. Улыбкой, взглядом, молча, не любя Ответь хоть чем - нибудь на эту муку. А впрочем, в муке и блаженство есть. Ты не поймешь. Блаженство униженья, Слов сгоряча, ночей без сна, бог весть Чего... Блаженство утра и прощенья |